# Hauterive (Yonne)
Hauterive település Franciaországban, Yonne megyében. Lakosainak száma 393 fő (2022. január 1.). Hauterive Ormoy, Beaumont, Héry, Mont-Saint-Sulpice és Seignelay községekkel határos.

## Népesség
A település népességének változása:
| Lakosok száma | 411  | 397  | 406  | 390  | 392  | 389  | 391  | 392  | 393  |
|               | 2013 | 2015 | 2016 | 2017 | 2018 | 2019 | 2020 | 2021 | 2022 |